# فرانسه‌دوست

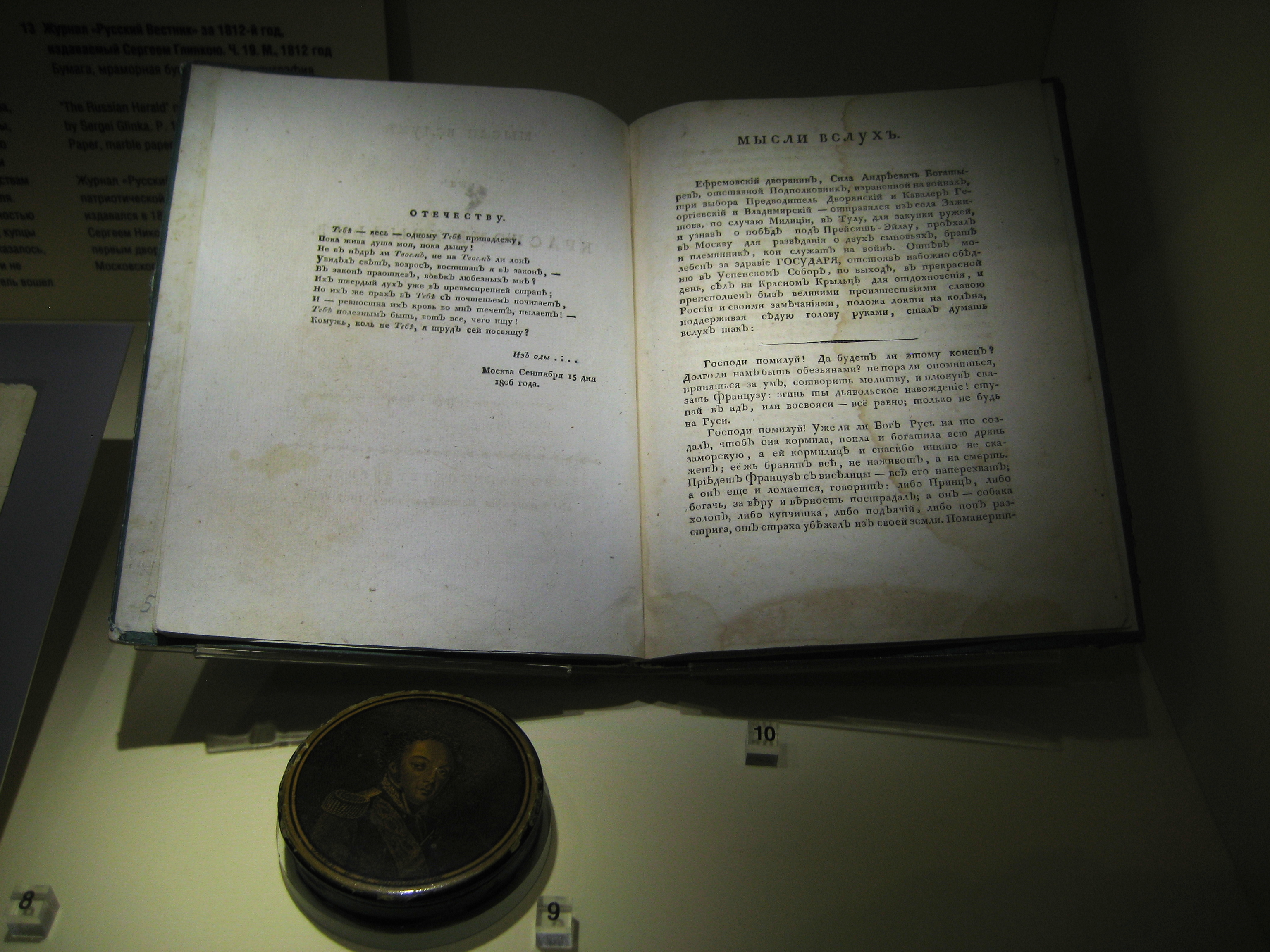
کتاب در مورد فرانسه‌دوستی

فرانسه‌دوستی یا فرانکوفیلی (به فرانسوی: Francophilie) به شخصی غیرفرانسوی گفته می‌شود که علاقه‌مند به فرهنگ، زبان و تمدن فرانسوی است. در مقابل آن فرانسه‌هراسی قرار دارد. 
فرانسه‌دوستی در آفریقای فرانسه‌زبان، کبک کانادا، بلژیک، رومانی و برخی کشورهای دیگر دیده می‌شود.